# Micropogonias fasciatus
Micropogonias fasciatus, la corvina de Juan Fernández, es una especie de pez de la familia Sciaenidae en el orden de los Perciformes.

## Hábitat
Es un pez de clima subtropical y demersal.

## Distribución geográfica
Se encuentra en el Pacífico suroriental: Arica (Chile ).

## Observaciones
Es inofensivo para los humanos.